# Magnus Billing

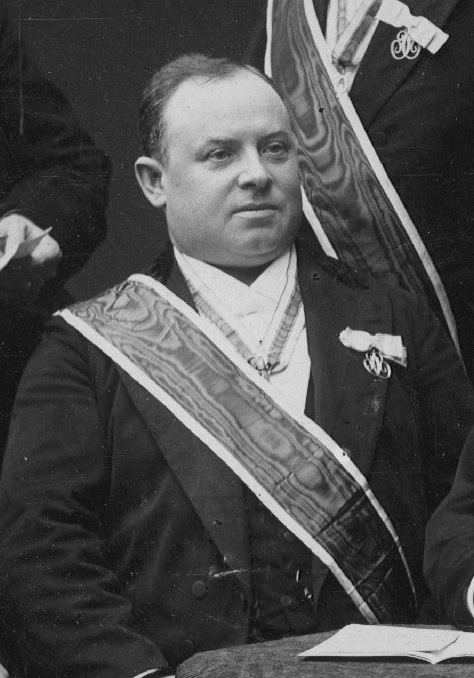
Lundaprofilen Magnus "Massa" Billing (detalj ur gruppfoto från cirka 1890).

Magnus Billing, född den 29 september 1850 i Kvidinge, död den 23 mars 1906 i Lund, var en svensk filosofie doktor, jurist, lärare och profil i det sena 1800-talets Lund. Han var känd under smeknamnet Massa.

## Liv och karriär
Magnus Billing var son till kyrkvärden Pål Persson (1827–1899) och dennes hustru Petronella Billing (1831–1911), vars efternamn han senare valde att antaga (detta gjorde även hans bröder, däribland filosofie doktorn och läroverksadjunkten Gustaf Billing, 1858–1927). 
Efter läroverksstudier i Helsingborg  inskrevs Billing 1870 vid Lunds universitet där han blev filosofie kandidat 1875. Efter att 1876–1877 ha bedrivit studier vid Köpenhamns universitet återvände han till Lund och disputerade där 1877 i filosofi på en avhandling om den skotske filosofen William Hamilton. Åren 1878–1879 arbetade han som extra ordinarie biblioteksammanuens samt studerade därefter juridik och blev juris kandidat 1885. Från 1882 till 1903 verkade han som lärare i kameralistik och ekonomirätt vid Alnarps lantbruksinstitut och var parallellt med detta ombud för försäkringsbolagen ”Skåne” och ”Skandinavien”. 
Magnus Billing var från 1897 gift med Ida Andersson. Han är begravd på Norra kyrkogården i Lund.

## Personlighet
Den karaktäristiskt rundlagde Billing var mycket aktiv i det lundensiska studentlivet, bland annat som notarie i Skånska nationen 1878–1880 och som sekreterare i Akademiska Föreningen (AF) 1878–1881. Ett mångårigt engagemang hade Billing i Sällskapet CC, där han recipierade samma år som han disputerat och från 1882 och till sin död innehade posten som justitiemästare. Professor Ewert Wrangel, också han verksam i CC, har skildrat Billing som ”en av de originellaste personerna i den tidens studentliv” och ”en oförbränneligt komisk figur” vars humor var ”mustig och burlesk”. Till hans framträdande uppgifter i sällskapet hörde att föra den stora trumman under de ceremoniella marscherna på AF, och vid vissa av dessa tillfällen lät han sig ryckas så hän att marschen även leddes ut i Lundagård. Enligt Wrangel räddades Billing vid ett av dessa tillfällen från efterräkningar genom att AF:s vaktmästare helt sonika tog trumman och försvann ”innan polisen nått fram”. Episoder som dessa finns också skildrade i dikten CC:s nattvandring (till Bellmans melodi Så lunka vi så småningom):
Plats, plats, musiken kommer der
Och fram med instrument den gnor,
Der främst vår Heders-Massa bär
Bastrumman tung och stor;
De smälta samman båda två
Till ett: der tyckes rulla fram
Ett klot, som för sig sjelf kan gå
Igenom rök och dam.
Han vårdar väl sin egendom
Och trummar kraftigt ”bom, bom, bom”,
Än höres tonen skarp, än mjuk –
Den studsar mot hans buk.
”Massas” vana att leda nattliga studentprocessioner genom Lund inskränkte sig dock inte bara till CC. I Paul Rosenius’ självbiografiska studentroman De unge gubbarne (1909) skildras hur han på nattkröken tar kommandot vid ett Hälsningsgille på Akademiska Föreningen 1892:
När det hotades med släckning, steg ”massa” Billing upp på ett bord. Det var en af de oföränderliga festprissarna, en liten välfödd man med ett myndigt godmodigt, rödbrusigt allmogehufvud. Han föreslog penninginsamling till musiken mot villkor att denna ginge i spetsen för ett tåg till biskopshuset, där ordföranden skulle hyllas. Förslaget rönte stormande bifall, och omsider ordnade sig den majfirande skaran utanför Föreningstrappan med musikens trenne larmtrummor i têten.

## Fotnoter
1. ↑  Föräldrarnas levnadsdata på gravar.se Arkiverad 5 mars 2016 hämtat från the Wayback Machine.
2. ↑  ”Billing, Magnus”. SvenskaGravar.se. https://www.svenskagravar.se/search?query=Magnus+Billing+1850+1906&parishId=&cemeteryId=&graveNumber=&birthDate=&deathDate=&burialDate=. Läst 14 augusti 2023.
3. ↑  Titeln i Libris
4. ↑  Titeln i Libris